# Specchia Talene
Specchia Talene è una specchia situata a Ceglie Messapica, in provincia di Brindisi. È una delle numerose torri che in forma circolare cingevano il nucleo dell'antica città di Kailia (Καιλια), l'odierna Ceglie Messapica. L'antica città era protetta da 4 cinte murarie che erano state edificate tra il VI-IV sec. a.C. per proteggerla dagli attacchi della spartana Taras, che puntava ad ottenere la talassocrazia, ergo uno sbocco sul Mar Adriatico. Non è possibile stabilire la data di costruzione del monumento, sicuramente però il popolo dei messapi ha riutilizzato e ingrandito la struttura pre-esistente a scopo militare.

## Descrizione
La Specchia sorge in una zona di campagna a 180 m.s.l.m., dista 6 km dal centro abitato di Ceglie Messapica e 2,5 km dall'abitato di San Michele Salentino. Spesso chiamata anche "Specchia Sardella" per via dell'omonima contrada dove sorge. La torre fa parte della quarta cinta muraria ed è l'unica, assieme a Specchia Castelluzzo, a presentarsi con delle rampe e cortine e non come un cumulo di pietre. Nel 1952, una ditta fornitrice di breccia riduce la dimensione del monumento in altezza e diametro, solo pochi anni prima Cesare Teofilato aveva studiato la struttura della Specchia, nei suoi appunti si legge che si presentava con 6 piani concentrici (ora ne sono rimasti 2), e una torretta sulla sommità ed un'altezza di 16 metri. Specchia Talene dista 1,7 km dalla Specchia Madonna della Grotta. Probabilmente fu costruita ex novo dai messapi sul modello della Specchia Castelluzzo, difatti la prima aveva solo funzione militare (non sono state ritrovate sepolture), mentre la seconda fu edificata dai Greci attorno al 1500 a.C. con lo scopo funerario e solo dopo impiegata come torre di avvistamento.